# Fleischer Studios

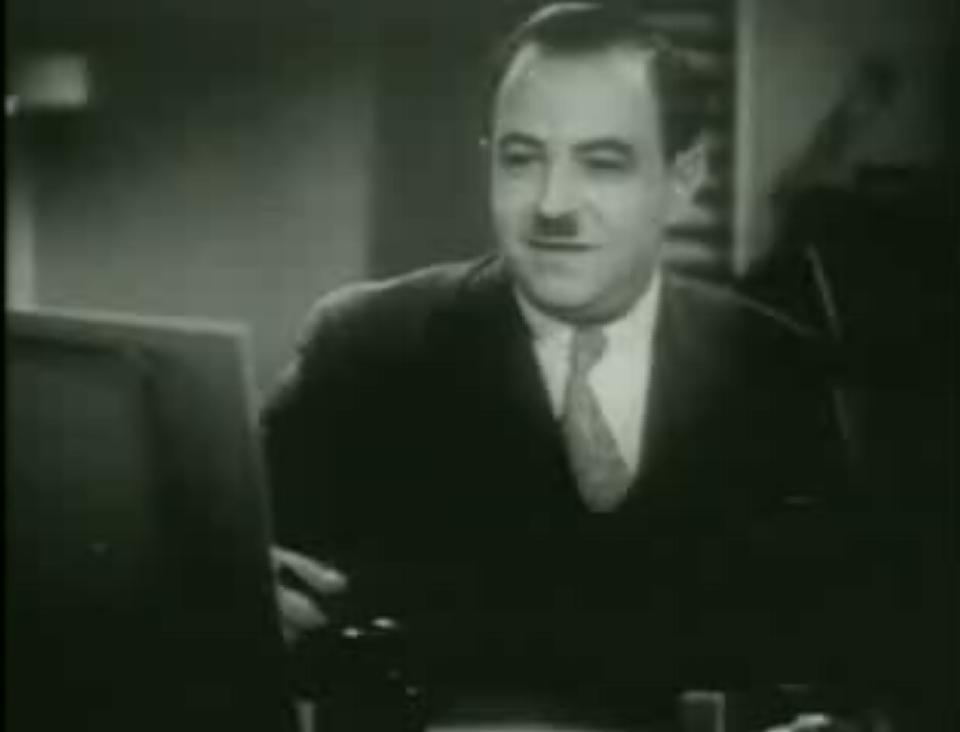
Max Fleischer, Mit-Gründer und -Namensgeber der Fleischer Studios.

Die Fleischer Studios Incorporation bzw. Fleischer Studios, Inc. waren eine US-amerikanische Produktionsstätte für Zeichentrickwerke mit Sitz in New York City.

## Geschichte
Gegründet wurden die Fleischer Studios 1921 von den österreichischstämmigen Brüdern Max Fleischer und Dave Fleischer zunächst unter dem Namen Inkwell Studios, bevor das Unternehmen 1929 zu den Fleischer Studios umfirmiert wurde. 1941 wurden die Fleischer Studios von Paramount Pictures aufgekauft, 1942 in die Pleite getrieben und von Paramount in die Famous Studios umfirmiert. Das war das Ende der Fleischer Studios.

## Bekannte Produktionen
Die Fleischer Studios hatten zu ihrer Hochzeit viele Erfolge. Zu den bekanntesten zählen die Zeichentrickserien Betty Boop (in ihren Talkartoons), Popeye der Seemann und die Zeichentrickadaption von Gullivers Reisen. Darüber hinaus produzierten die Fleischer Studios die erste Zeichentrickadaption des Comichelden Superman sowie den Kinofilm Hoppity kommt zurück (Mr. Bug Goes to Town). Mit ihren Produktionen waren die Fleischer Studios über lange Zeit der größte Konkurrent von Walt Disney.

## DVD-Veröffentlichungen
- Neun der Superman-Zeichentrickfolgen finden sich bei dem Bonusmaterial der 4-Disc-Sonderedition des 1978er Superman-Films.
- Acht weitere Superman-Zeichentrickfolgen finden sich bei dem Bonusmaterial der 3-Disc-Sonderedition des 1980er Superman-II-Films.
- Alle 17 dieser Superman-Zeichentrickfolgen finden sich zudem auch bei dem Bonusmaterial der Superman Ultimate Collector’s Edition und sind darüber hinaus mit deutscher Synchronisation auch als Doppel-DVD bei MCP Sound & Media GmbH erschienen.
- Der Film Gullivers Reisen ist mittlerweile mehrfach auf DVD und Blu-ray erschienen.